# Fairwood (comtat de Spokane)
Fairwood és una concentració de població designada pel cens dels Estats Units a l'estat de Washington. Segons el cens del 2000 tenia 6.764 habitants.

## Demografia
Segons el cens del 2000, Fairwood tenia 6.764 habitants, 2.474 habitatges, i 1.964 famílies. La densitat de població era de 727,5 habitants per km².
Dels 2.474 habitatges en un 37,9% hi vivien nens de menys de 18 anys, en un 68,8% hi vivien parelles casades, en un 8,8% dones solteres, i en un 20,6% no eren unitats familiars. En el 17,2% dels habitatges hi vivien persones soles el 9% de les quals corresponia a persones de 65 anys o més que vivien soles. El nombre mitjà de persones vivint en cada habitatge era de 2,72 i el nombre mitjà de persones que vivien en cada família era de 3,07.
Per edats la població es repartia de la següent manera: un 27,7% tenia menys de 18 anys, un 7,8% entre 18 i 24, un 22,9% entre 25 i 44, un 28,7% de 45 a 60 i un 12,9% 65 anys o més.
L'edat mediana era de 40 anys. Per cada 100 dones de 18 o més anys hi havia 89,6 homes.
La renda mediana per habitatge era de 59.682 $ i la renda mediana per família de 66.226 $. Els homes tenien una renda mediana de 47.454 $ mentre que les dones 31.836 $. La renda per capita de la població era de 26.378 $. Aproximadament el 2,6% de les famílies i el 6,3% de la població estaven per davall del llindar de pobresa.

## Poblacions més properes
El següent diagrama mostra les poblacions més properes.